# Atlas Corporation Studios
L'Atlas Corporation Studios, (in arabo: استوديوهات أطلس) noto anche come Atlas Film Studios, o semplicemente  Atlas Studios, è uno studio cinematografico situato a 5 chilometri a ovest della città di Ouarzazate, in Marocco. L'Atlas Corporation Studios, è uno dei più grandi studi cinematografici del mondo con una superficie di 322.000 metri quadrati..

Atlas Studios è stato fondato nel 1983, dall'imprenditore e produttore marocchino Mohamed Belghmi che riconobbe la necessità di uno studio permanente nell'area. 
Nel corso degli anni sono stati girati molti film di grande fama internazionale come Alexander di Oliver Stone, Black Hawk Down, Le crociate - Kingdom of Heaven e Il gladiatore di Ridley Scott, senza dimenticare  Kundun di Martin Scorsese .

## Film girati nella zona prima della fondazione dell'Atlas Corporation Studios
- Alì Babà e i quaranta ladroni (1954)
- Lawrence d'Arabia (1962)
- Patton, generale d'acciaio (1970)

## Film che hanno utilizzato Atlas Corporation Studios

### Produzione cinematografica
- Il gioiello del Nilo (1984)
- 007 - Zona pericolo (1986)

- L'isola del tesoro (1988)

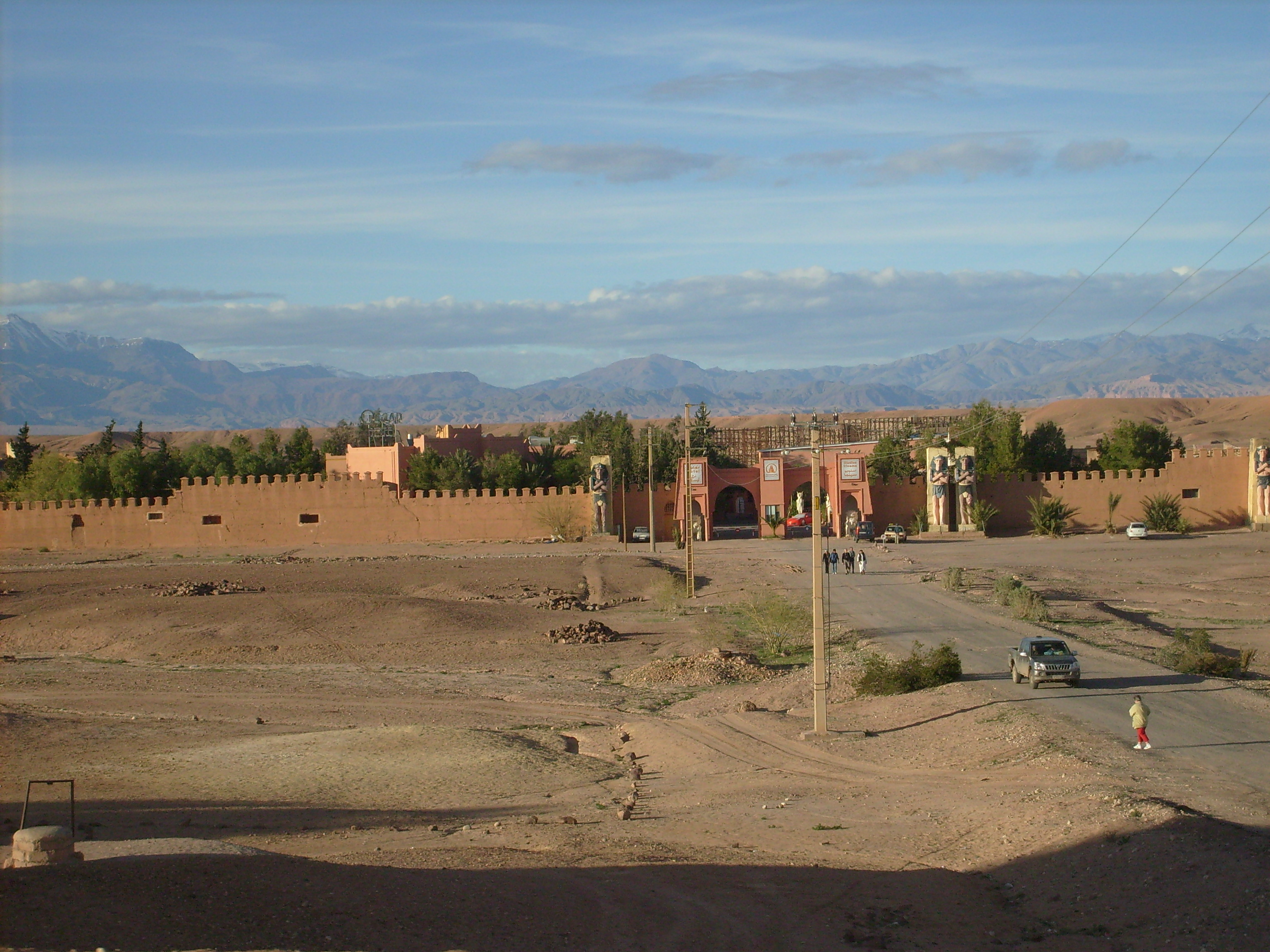
Atlas Film Studios Ouarzazate

- L'ultima tentazione di Cristo  (1988)
- Le mille e una notte (1989)
- Il tè nel deserto (1990)
- La Porte close (1993)
- Kundun (1997)
- The Legionary - Fuga all'inferno (1997)
- Il gladiatore (1999)
- La mummia (film 1999) (1999)
- In the Beginning - In principio era (2000)
- Asterix & Obelix - Missione Cleopatra (2000)
- Regole d'onore (2000)
- Spy Game (2001)
- Black Hawk Down (2001)
- Le quattro piume (2002)
- Le crociate - Kingdom of Heaven  (2004)
- Alexander (2004)
- Sahara (2005)
- Babel  (2006)
- Le colline hanno gli occhi (2006)
- Days of Glory (2006)
- Arn - L'ultimo cavaliere (2006)
- Le colline hanno gli occhi 2 (2007)
- Journey to Mecca (Ibn Battuta) (2008)
- La banda Baader Meinhof (2008)
- La papessa (2009)
- The Way Back (2010)
- Prince of Persia - Le sabbie del tempo (2010)
- Tora Bora (2010)
- The Physician (2013)
- Exodus - Dei e re (2014)

### Produzioni televisive
- 1995: Mosè  – Regia: Roger Young
- 1995: Solomon & Sheba – Regia: Robert M. Young
- 1995: Slave of Dreams – Regia: Robert M. Young
- 1998: I giardini dell'Eden – Regia: Alessandro D'Alatri
- 1999: Cleopatra – Regia: Franc Roddam
- 1999: The Seventh Scroll – Regia: Kevin Connor
- 1999: Il tempo dell'amore – Regia: Giacomo Campiotti
- 1999: Cosas que olvidé recordar – Regia: Enrique Oliver
- 2002: Jesus Video - L'enigma del Santo Sepolcro – Regia: Sebastian Niemann
- 2002: Sueurs – Regie: Louis-Pascal Couvelaire
- 2003: Ancient Egyptians
- 2006: The Amazing Race 10, Episode: We Just Won't Die, Like Roaches. Regia: Bertram van Munster
- 2010: Il Trono di Spade (Game of Thrones) – Regia: Thomas McCarthy
- 2013: Atlantis - Regia: Justin Molotnikov
- 2014: Episodi de Il Trono di Spade (quarta stagione) - Regia: D. B. Weiss